# شکست زنر

منحنی جریان-ولتاژ دیود نشانگر شکست زنری و بهمنی

پدیده شکست زنر یا شکست زنری (به انگلیسی: Zener effect و Zener breakdown) نوعی از شکست الکتریکی است که در بایاس معکوس اتفاق می‌افتد. در بایاس معکوس، جریان ناچیزی به نام «جریان اشباع معکوس» یا جریان نشتی از دیود عبور می‌کند. اگر ولتاژ معکوس از حد معینی بیشتر شود، شدت میدان الکتریکی به حدی می‌رسد که باعث تونل زدن الکترون‌ها از درون لایه سد (جهش الکترون از باند ظرفیت به باند هدایت) می‌شود و به تبع آن تعداد زیادی از حامل‌های اقلیت سبب افزایش ناگهانی جریان معکوس می‌شود که به این پدیده شکست زنری گفته می‌شود. از این خاصیت در دیود زنر استفاده می‌شود.

## مکانیزم
در بایاس معکوس، با وسیعتر شدن ناحیه سد عملاً جریان بسیار کمی در دیود از کاتد به سمت آند (جهت معکوس) جاری می‌شود. اما با افزایش بیشتر ولتاژ معکوس و عبور آن از یک مقدار آستانه (ولتاژ شکست زنر)، شدت میدان الکتریکی که در ناحیه سد قرار گرفته‌است به حدی زیاد می‌شود که باعث می‌شود الکترون‌ها از لایه سد تونل زده و شدت جریان به طور ناگهانی و در جهت معکوس افزایش یابد.

## ارتباط با شکست بهمنی
در شکست بهمنی ولتاژ معکوسی که در دو سر دیود قرار دارد هنگامی که از یک حد آستانه بیشتر شود سبب می‌شود که سرعت حرکت و شتاب الکترون‌ها به شدت افزایش یابد به طوری که اگر الکترونی با یکی از پیوندهای کووالانسی مابین اتم‌های نیمه هادی برخورد کند موجب شکستن پیوند و به وجود آمدن یک زوج الکترون حفره شده و این الکترون جدید هم دوباره سرعت گرفته و چرخه اشاره شده بار دیگر تکرار می‌شود و ادامه این روند باعث افزایش ناگهانی جریان معکوس دیود می‌شود. در دیودهای زنری که ولتاژ شکست آنها بیشتر از ۵ ولت است پدیده شکست بهمنی باعث افزایش جریان معکوس می‌شود اما در دیودهایی که ولتاژ شکست آنها کمتر از ۵ ولت است شکست زنری باعث افزایش جریان می‌شود. دیودهای دارای ولتاژ شکست ۵ ولت هر دو این پدیده‌ها را تجربه می‌کنند. شکست زنری در نیمه هادی‌هایی با ناخالصی بالا و شکست بهمنی در نیمه هادی با ناخالصی کم اتفاق می‌افتد.